# مايكل أوشيا
مايكل أوشيا (بالإنجليزية: Michael O'Shea)‏ هو ممثل أمريكي، ولد في 17 مارس 1906 في الولايات المتحدة، وتوفي في 4 ديسمبر 1973 بدالاس في الولايات المتحدة بسبب نوبة قلبية.

## أعمال

### أفلام
- (2006)  تطور[3]

## وصلات خارجية
- مايكل أوشيا على موقع IMDb (الإنجليزية)
- مايكل أوشيا على موقع ألو سيني (الفرنسية)
- مايكل أوشيا على موقع تيرنر كلاسيك موفيز (الإنجليزية)
- مايكل أوشيا على موقع أول موفي (الإنجليزية)
- مايكل أوشيا على موقع قاعدة بيانات برودواي على الإنترنت (الإنجليزية)
- مايكل أوشيا على موقع قاعدة بيانات الأفلام السويدية (السويدية)
- مايكل أوشيا على موقع إن إن دي بي (الإنجليزية)
- مايكل أوشيا على موقع قاعدة بيانات الفيلم (الإنجليزية)
- مايكل أوشيا على موقع كينوبويسك (الروسية)
- مايكل أوشيا على موقع كينوبويسك (الروسية)